# Morles
Morles ist ein Ortsteil der Gemeinde Nüsttal im osthessischen Landkreis Fulda. 

## Geographie
Der Ort liegt im Osten Hessens im Tal der Nüst im Naturpark Hessische Rhön. Im Ort kreuzen sich die Landesstraßen 3176 und 3256.

## Geschichte
Morles wurde im Jahre 1510 in den Zinsregistern des Amtes Mackenzell erstmals erwähnt. 1964 wurde an der Stelle der bisherigen Kapelle die heutige Kirche erbaut.

### Gebietsreform
Am 1. Februar 1971 fusionierte Morles im Zuge der Gebietsreform in Hessen mit fünf weiteren Gemeinden freiwillig zur neuen Gemeinde Nüsttal.
Für Morles wurde, wie für die übrigen bei der Gebietsreform nach Nüsttal eingegliederten Gemeinden, ein Ortsbezirk mit Ortsbeirat und Ortsvorsteher nach der Hessischen Gemeindeordnung gebildet.

### Einwohnerentwicklung
- 1812: 34 Feuerstellen, 276 Seelen[2]

| Morles: Einwohnerzahlen von 1812 bis 2014 | Morles: Einwohnerzahlen von 1812 bis 2014 | Morles: Einwohnerzahlen von 1812 bis 2014 | Morles: Einwohnerzahlen von 1812 bis 2014 | Morles: Einwohnerzahlen von 1812 bis 2014 |
| --- | ----------------------------------------- | ----------------------------------------- | ----------------------------------------- | ----------------------------------------- |
| Jahr |                                           |                                           |                                           | Einwohner                                 |
| 1812 | 1812                                      |                                           | 276                                       | 276                                       |
| 1834 | 1834                                      |                                           | 324                                       | 324                                       |
| 1840 | 1840                                      |                                           | 323                                       | 323                                       |
| 1846 | 1846                                      |                                           | 297                                       | 297                                       |
| 1852 | 1852                                      |                                           | 301                                       | 301                                       |
| 1858 | 1858                                      |                                           | 304                                       | 304                                       |
| 1864 | 1864                                      |                                           | 305                                       | 305                                       |
| 1871 | 1871                                      |                                           | 283                                       | 283                                       |
| 1875 | 1875                                      |                                           | 284                                       | 284                                       |
| 1885 | 1885                                      |                                           | 286                                       | 286                                       |
| 1895 | 1895                                      |                                           | 318                                       | 318                                       |
| 1905 | 1905                                      |                                           | 281                                       | 281                                       |
| 1910 | 1910                                      |                                           | 279                                       | 279                                       |
| 1925 | 1925                                      |                                           | 333                                       | 333                                       |
| 1939 | 1939                                      |                                           | 337                                       | 337                                       |
| 1946 | 1946                                      |                                           | 463                                       | 463                                       |
| 1950 | 1950                                      |                                           | 476                                       | 476                                       |
| 1956 | 1956                                      |                                           | 409                                       | 409                                       |
| 1961 | 1961                                      |                                           | 284                                       | 284                                       |
| 1967 | 1967                                      |                                           | 412                                       | 412                                       |
| 1970 | 1970                                      |                                           | 426                                       | 426                                       |
| 1980 | 1980                                      |                                           | ?                                         | ?                                         |
| 1990 | 1990                                      |                                           | ?                                         | ?                                         |
| 2000 | 2000                                      |                                           | ?                                         | ?                                         |
| 2011 | 2011                                      |                                           | 540                                       | 540                                       |
| 2014 | 2014                                      |                                           | 552                                       | 552                                       |
| Datenquelle: Historisches Gemeindeverzeichnis für Hessen: Die Bevölkerung der Gemeinden 1834 bis 1967. Wiesbaden: Hessisches Statistisches Landesamt, 1968. Weitere Quellen: ; Zensus 2011 |                                           |                                           |                                           |                                           |

### Religionszugehörigkeit
Quelle: Historisches Ortslexikon
| • 1885: | ein evangelischer (= 0,35 %), 258 katholische (= 99,65 %) Einwohner |
| • 1961: | 10 evangelische (= 2,60 %), 373 katholische (= 97,14 %) Einwohner   |

## Regelmäßige Veranstaltungen
- Im Oktober findet alle zwei Jahre die Holzschuhkirmes statt.
- Am ersten Augustwochenende findet jedes Jahr das Lichterfest statt.